# 1500
Portal Geschichte | Portal Biografien | Aktuelle Ereignisse | Jahreskalender | Tagesartikel

◄ |
14. Jahrhundert |
15. Jahrhundert
| 16. Jahrhundert | ►

◄ |
1470er |
1480er |
1490er |
1500er
| 1510er | 1520er | 1530er | ►

◄◄ |
◄ |
1496 |
1497 |
1498 |
1499 |
1500
| 1501 | 1502 | 1503 | 1504 | ► | ►►
Staatsoberhäupter  · Nekrolog · Kunstjahr · Literaturjahr · Musikjahr   · Wissenschaftsjahr
| Januar | Januar | Januar | Januar | Januar | Januar | Januar | Januar |
| Kw     | Mo     | Di     | Mi     | Do     | Fr     | Sa     | So     |
| ------ | ------ | ------ | ------ | ------ | ------ | ------ | ------ |
| 1      |        |        | 1      | 2      | 3      | 4      | 5      |
| 2      | 6      | 7      | 8      | 9      | 10     | 11     | 12     |
| 3      | 13     | 14     | 15     | 16     | 17     | 18     | 19     |
| 4      | 20     | 21     | 22     | 23     | 24     | 25     | 26     |
| 5      | 27     | 28     | 29     | 30     | 31     |        |        |

| Februar | Februar | Februar | Februar | Februar | Februar | Februar | Februar |
| Kw      | Mo      | Di      | Mi      | Do      | Fr      | Sa      | So      |
| ------- | ------- | ------- | ------- | ------- | ------- | ------- | ------- |
| 5       |         |         |         |         |         | 1       | 2       |
| 6       | 3       | 4       | 5       | 6       | 7       | 8       | 9       |
| 7       | 10      | 11      | 12      | 13      | 14      | 15      | 16      |
| 8       | 17      | 18      | 19      | 20      | 21      | 22      | 23      |
| 9       | 24      | 25      | 26      | 27      | 28      | 29      |         |

| März | März | März | März | März | März | März | März |
| Kw   | Mo   | Di   | Mi   | Do   | Fr   | Sa   | So   |
| ---- | ---- | ---- | ---- | ---- | ---- | ---- | ---- |
| 9    |      |      |      |      |      |      | 1    |
| 10   | 2    | 3    | 4    | 5    | 6    | 7    | 8    |
| 11   | 9    | 10   | 11   | 12   | 13   | 14   | 15   |
| 12   | 16   | 17   | 18   | 19   | 20   | 21   | 22   |
| 13   | 23   | 24   | 25   | 26   | 27   | 28   | 29   |
| 14   | 30   | 31   |      |      |      |      |      |

| April | April | April | April | April | April | April | April |
| Kw    | Mo    | Di    | Mi    | Do    | Fr    | Sa    | So    |
| ----- | ----- | ----- | ----- | ----- | ----- | ----- | ----- |
| 14    |       |       | 1     | 2     | 3     | 4     | 5     |
| 15    | 6     | 7     | 8     | 9     | 10    | 11    | 12    |
| 16    | 13    | 14    | 15    | 16    | 17    | 18    | 19    |
| 17    | 20    | 21    | 22    | 23    | 24    | 25    | 26    |
| 18    | 27    | 28    | 29    | 30    |       |       |       |

| Mai | Mai | Mai | Mai | Mai | Mai | Mai | Mai |
| Kw  | Mo  | Di  | Mi  | Do  | Fr  | Sa  | So  |
| --- | --- | --- | --- | --- | --- | --- | --- |
| 18  |     |     |     |     | 1   | 2   | 3   |
| 19  | 4   | 5   | 6   | 7   | 8   | 9   | 10  |
| 20  | 11  | 12  | 13  | 14  | 15  | 16  | 17  |
| 21  | 18  | 19  | 20  | 21  | 22  | 23  | 24  |
| 22  | 25  | 26  | 27  | 28  | 29  | 30  | 31  |

| Juni | Juni | Juni | Juni | Juni | Juni | Juni | Juni |
| Kw   | Mo   | Di   | Mi   | Do   | Fr   | Sa   | So   |
| ---- | ---- | ---- | ---- | ---- | ---- | ---- | ---- |
| 23   | 1    | 2    | 3    | 4    | 5    | 6    | 7    |
| 24   | 8    | 9    | 10   | 11   | 12   | 13   | 14   |
| 25   | 15   | 16   | 17   | 18   | 19   | 20   | 21   |
| 26   | 22   | 23   | 24   | 25   | 26   | 27   | 28   |
| 27   | 29   | 30   |      |      |      |      |      |

| Juli | Juli | Juli | Juli | Juli | Juli | Juli | Juli |
| Kw   | Mo   | Di   | Mi   | Do   | Fr   | Sa   | So   |
| ---- | ---- | ---- | ---- | ---- | ---- | ---- | ---- |
| 27   |      |      | 1    | 2    | 3    | 4    | 5    |
| 28   | 6    | 7    | 8    | 9    | 10   | 11   | 12   |
| 29   | 13   | 14   | 15   | 16   | 17   | 18   | 19   |
| 30   | 20   | 21   | 22   | 23   | 24   | 25   | 26   |
| 31   | 27   | 28   | 29   | 30   | 31   |      |      |

| August | August | August | August | August | August | August | August |
| Kw     | Mo     | Di     | Mi     | Do     | Fr     | Sa     | So     |
| ------ | ------ | ------ | ------ | ------ | ------ | ------ | ------ |
| 31     |        |        |        |        |        | 1      | 2      |
| 32     | 3      | 4      | 5      | 6      | 7      | 8      | 9      |
| 33     | 10     | 11     | 12     | 13     | 14     | 15     | 16     |
| 34     | 17     | 18     | 19     | 20     | 21     | 22     | 23     |
| 35     | 24     | 25     | 26     | 27     | 28     | 29     | 30     |
| 36     | 31     |        |        |        |        |        |        |

| September | September | September | September | September | September | September | September |
| Kw        | Mo        | Di        | Mi        | Do        | Fr        | Sa        | So        |
| --------- | --------- | --------- | --------- | --------- | --------- | --------- | --------- |
| 36        |           | 1         | 2         | 3         | 4         | 5         | 6         |
| 37        | 7         | 8         | 9         | 10        | 11        | 12        | 13        |
| 38        | 14        | 15        | 16        | 17        | 18        | 19        | 20        |
| 39        | 21        | 22        | 23        | 24        | 25        | 26        | 27        |
| 40        | 28        | 29        | 30        |           |           |           |           |

| Oktober | Oktober | Oktober | Oktober | Oktober | Oktober | Oktober | Oktober |
| Kw      | Mo      | Di      | Mi      | Do      | Fr      | Sa      | So      |
| ------- | ------- | ------- | ------- | ------- | ------- | ------- | ------- |
| 40      |         |         |         | 1       | 2       | 3       | 4       |
| 41      | 5       | 6       | 7       | 8       | 9       | 10      | 11      |
| 42      | 12      | 13      | 14      | 15      | 16      | 17      | 18      |
| 43      | 19      | 20      | 21      | 22      | 23      | 24      | 25      |
| 44      | 26      | 27      | 28      | 29      | 30      | 31      |         |

| November | November | November | November | November | November | November | November |
| Kw       | Mo       | Di       | Mi       | Do       | Fr       | Sa       | So       |
| -------- | -------- | -------- | -------- | -------- | -------- | -------- | -------- |
| 44       |          |          |          |          |          |          | 1        |
| 45       | 2        | 3        | 4        | 5        | 6        | 7        | 8        |
| 46       | 9        | 10       | 11       | 12       | 13       | 14       | 15       |
| 47       | 16       | 17       | 18       | 19       | 20       | 21       | 22       |
| 48       | 23       | 24       | 25       | 26       | 27       | 28       | 29       |
| 49       | 30       |          |          |          |          |          |          |

| Dezember | Dezember | Dezember | Dezember | Dezember | Dezember | Dezember | Dezember |
| Kw       | Mo       | Di       | Mi       | Do       | Fr       | Sa       | So       |
| -------- | -------- | -------- | -------- | -------- | -------- | -------- | -------- |
| 49       |          | 1        | 2        | 3        | 4        | 5        | 6        |
| 50       | 7        | 8        | 9        | 10       | 11       | 12       | 13       |
| 51       | 14       | 15       | 16       | 17       | 18       | 19       | 20       |
| 52       | 21       | 22       | 23       | 24       | 25       | 26       | 27       |
| 53       | 28       | 29       | 30       | 31       |          |          |          |

| Januar | Januar | Januar | Januar | Januar | Januar | Januar | Januar |
| Kw     | Mo     | Di     | Mi     | Do     | Fr     | Sa     | So     |
| ------ | ------ | ------ | ------ | ------ | ------ | ------ | ------ |
| 1      |        |        | 1      | 2      | 3      | 4      | 5      |
| 2      | 6      | 7      | 8      | 9      | 10     | 11     | 12     |
| 3      | 13     | 14     | 15     | 16     | 17     | 18     | 19     |
| 4      | 20     | 21     | 22     | 23     | 24     | 25     | 26     |
| 5      | 27     | 28     | 29     | 30     | 31     |        |        |

| Februar | Februar | Februar | Februar | Februar | Februar | Februar | Februar |
| Kw      | Mo      | Di      | Mi      | Do      | Fr      | Sa      | So      |
| ------- | ------- | ------- | ------- | ------- | ------- | ------- | ------- |
| 5       |         |         |         |         |         | 1       | 2       |
| 6       | 3       | 4       | 5       | 6       | 7       | 8       | 9       |
| 7       | 10      | 11      | 12      | 13      | 14      | 15      | 16      |
| 8       | 17      | 18      | 19      | 20      | 21      | 22      | 23      |
| 9       | 24      | 25      | 26      | 27      | 28      | 29      |         |

| März | März | März | März | März | März | März | März |
| Kw   | Mo   | Di   | Mi   | Do   | Fr   | Sa   | So   |
| ---- | ---- | ---- | ---- | ---- | ---- | ---- | ---- |
| 9    |      |      |      |      |      |      | 1    |
| 10   | 2    | 3    | 4    | 5    | 6    | 7    | 8    |
| 11   | 9    | 10   | 11   | 12   | 13   | 14   | 15   |
| 12   | 16   | 17   | 18   | 19   | 20   | 21   | 22   |
| 13   | 23   | 24   | 25   | 26   | 27   | 28   | 29   |
| 14   | 30   | 31   |      |      |      |      |      |

| April | April | April | April | April | April | April | April |
| Kw    | Mo    | Di    | Mi    | Do    | Fr    | Sa    | So    |
| ----- | ----- | ----- | ----- | ----- | ----- | ----- | ----- |
| 14    |       |       | 1     | 2     | 3     | 4     | 5     |
| 15    | 6     | 7     | 8     | 9     | 10    | 11    | 12    |
| 16    | 13    | 14    | 15    | 16    | 17    | 18    | 19    |
| 17    | 20    | 21    | 22    | 23    | 24    | 25    | 26    |
| 18    | 27    | 28    | 29    | 30    |       |       |       |

| Mai | Mai | Mai | Mai | Mai | Mai | Mai | Mai |
| Kw  | Mo  | Di  | Mi  | Do  | Fr  | Sa  | So  |
| --- | --- | --- | --- | --- | --- | --- | --- |
| 18  |     |     |     |     | 1   | 2   | 3   |
| 19  | 4   | 5   | 6   | 7   | 8   | 9   | 10  |
| 20  | 11  | 12  | 13  | 14  | 15  | 16  | 17  |
| 21  | 18  | 19  | 20  | 21  | 22  | 23  | 24  |
| 22  | 25  | 26  | 27  | 28  | 29  | 30  | 31  |

| Juni | Juni | Juni | Juni | Juni | Juni | Juni | Juni |
| Kw   | Mo   | Di   | Mi   | Do   | Fr   | Sa   | So   |
| ---- | ---- | ---- | ---- | ---- | ---- | ---- | ---- |
| 23   | 1    | 2    | 3    | 4    | 5    | 6    | 7    |
| 24   | 8    | 9    | 10   | 11   | 12   | 13   | 14   |
| 25   | 15   | 16   | 17   | 18   | 19   | 20   | 21   |
| 26   | 22   | 23   | 24   | 25   | 26   | 27   | 28   |
| 27   | 29   | 30   |      |      |      |      |      |

| Juli | Juli | Juli | Juli | Juli | Juli | Juli | Juli |
| Kw   | Mo   | Di   | Mi   | Do   | Fr   | Sa   | So   |
| ---- | ---- | ---- | ---- | ---- | ---- | ---- | ---- |
| 27   |      |      | 1    | 2    | 3    | 4    | 5    |
| 28   | 6    | 7    | 8    | 9    | 10   | 11   | 12   |
| 29   | 13   | 14   | 15   | 16   | 17   | 18   | 19   |
| 30   | 20   | 21   | 22   | 23   | 24   | 25   | 26   |
| 31   | 27   | 28   | 29   | 30   | 31   |      |      |

| August | August | August | August | August | August | August | August |
| Kw     | Mo     | Di     | Mi     | Do     | Fr     | Sa     | So     |
| ------ | ------ | ------ | ------ | ------ | ------ | ------ | ------ |
| 31     |        |        |        |        |        | 1      | 2      |
| 32     | 3      | 4      | 5      | 6      | 7      | 8      | 9      |
| 33     | 10     | 11     | 12     | 13     | 14     | 15     | 16     |
| 34     | 17     | 18     | 19     | 20     | 21     | 22     | 23     |
| 35     | 24     | 25     | 26     | 27     | 28     | 29     | 30     |
| 36     | 31     |        |        |        |        |        |        |

| September | September | September | September | September | September | September | September |
| Kw        | Mo        | Di        | Mi        | Do        | Fr        | Sa        | So        |
| --------- | --------- | --------- | --------- | --------- | --------- | --------- | --------- |
| 36        |           | 1         | 2         | 3         | 4         | 5         | 6         |
| 37        | 7         | 8         | 9         | 10        | 11        | 12        | 13        |
| 38        | 14        | 15        | 16        | 17        | 18        | 19        | 20        |
| 39        | 21        | 22        | 23        | 24        | 25        | 26        | 27        |
| 40        | 28        | 29        | 30        |           |           |           |           |

| Oktober | Oktober | Oktober | Oktober | Oktober | Oktober | Oktober | Oktober |
| Kw      | Mo      | Di      | Mi      | Do      | Fr      | Sa      | So      |
| ------- | ------- | ------- | ------- | ------- | ------- | ------- | ------- |
| 40      |         |         |         | 1       | 2       | 3       | 4       |
| 41      | 5       | 6       | 7       | 8       | 9       | 10      | 11      |
| 42      | 12      | 13      | 14      | 15      | 16      | 17      | 18      |
| 43      | 19      | 20      | 21      | 22      | 23      | 24      | 25      |
| 44      | 26      | 27      | 28      | 29      | 30      | 31      |         |

| November | November | November | November | November | November | November | November |
| Kw       | Mo       | Di       | Mi       | Do       | Fr       | Sa       | So       |
| -------- | -------- | -------- | -------- | -------- | -------- | -------- | -------- |
| 44       |          |          |          |          |          |          | 1        |
| 45       | 2        | 3        | 4        | 5        | 6        | 7        | 8        |
| 46       | 9        | 10       | 11       | 12       | 13       | 14       | 15       |
| 47       | 16       | 17       | 18       | 19       | 20       | 21       | 22       |
| 48       | 23       | 24       | 25       | 26       | 27       | 28       | 29       |
| 49       | 30       |          |          |          |          |          |          |

| Dezember | Dezember | Dezember | Dezember | Dezember | Dezember | Dezember | Dezember |
| Kw       | Mo       | Di       | Mi       | Do       | Fr       | Sa       | So       |
| -------- | -------- | -------- | -------- | -------- | -------- | -------- | -------- |
| 49       |          | 1        | 2        | 3        | 4        | 5        | 6        |
| 50       | 7        | 8        | 9        | 10       | 11       | 12       | 13       |
| 51       | 14       | 15       | 16       | 17       | 18       | 19       | 20       |
| 52       | 21       | 22       | 23       | 24       | 25       | 26       | 27       |
| 53       | 28       | 29       | 30       | 31       |          |          |          |

## Ereignisse

### Politik und Weltgeschehen

#### Italienische Kriege
- 5. Februar: Ennetbirgische Feldzüge: Herzog Ludovico Sforza erobert Mailand, seinen früheren Besitz, mit Schweizer Hilfe zurück.

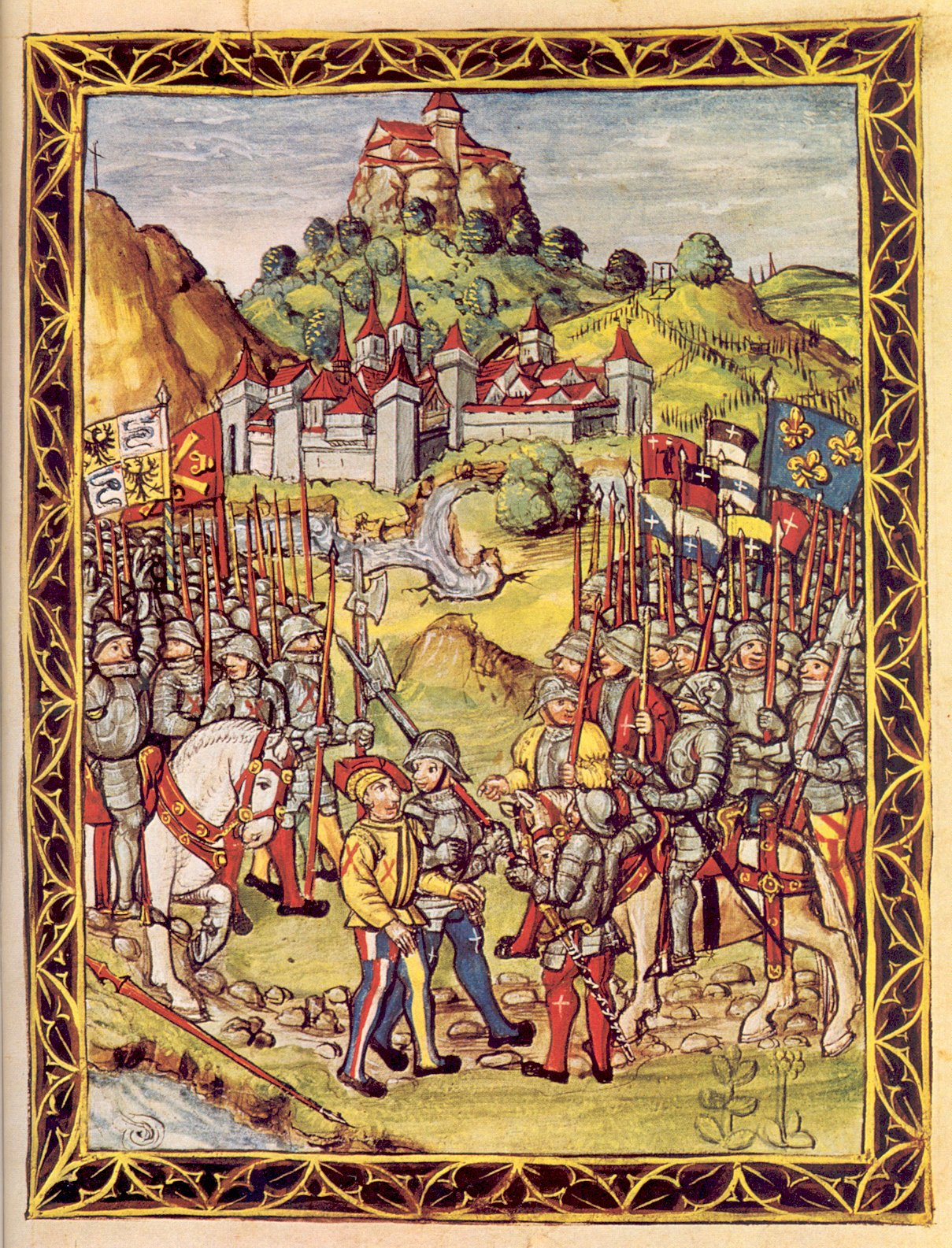
«Verrat von Novara»: eidgenössische Reisläufer übergeben den Herzog von Mailand an die Franzosen (Luzerner Chronik 1513)

- 10. April: Französische Truppen belagern die vom Herzogtum Mailand unter Ludovico Sforza verteidigte Stadt Novara. Da auf beiden Seiten eidgenössische Reisläufer kämpfen, vermittelt die eidgenössische Tagsatzung, um zu verhindern, dass sich bezahlte Eidgenossen gegenseitig bekämpfen. König Ludwig XII. stimmt schließlich einem freien Abzug der Schweizer zu. Beim sogenannten Verrat von Novara wird Ludovico Sforza von den Eidgenossen an Frankreich ausgeliefert und wird als Gefangener auf Burg Loches im Loiretal gebracht.
- 10. Oktober/11. November: Im Vertrag von Granada einigen sich Frankreichs König Ludwig XII. und Spaniens Königin Isabella die Katholische, das Königreich Neapel zu erobern, das sich unter der Herrschaft Friedrichs I. aus dem Haus Trastámara befindet, und vereinbaren eine Aufteilung des Königreichs untereinander.

#### Weitere Ereignisse in Italien
- 1. Juni: Alexander VI. erlässt die Bulle Quamvis ad amplianda, die zum Kreuzzug gegen das Osmanische Reich ruft.

#### Weitere Ereignisse im Heiligen Römischen Reich

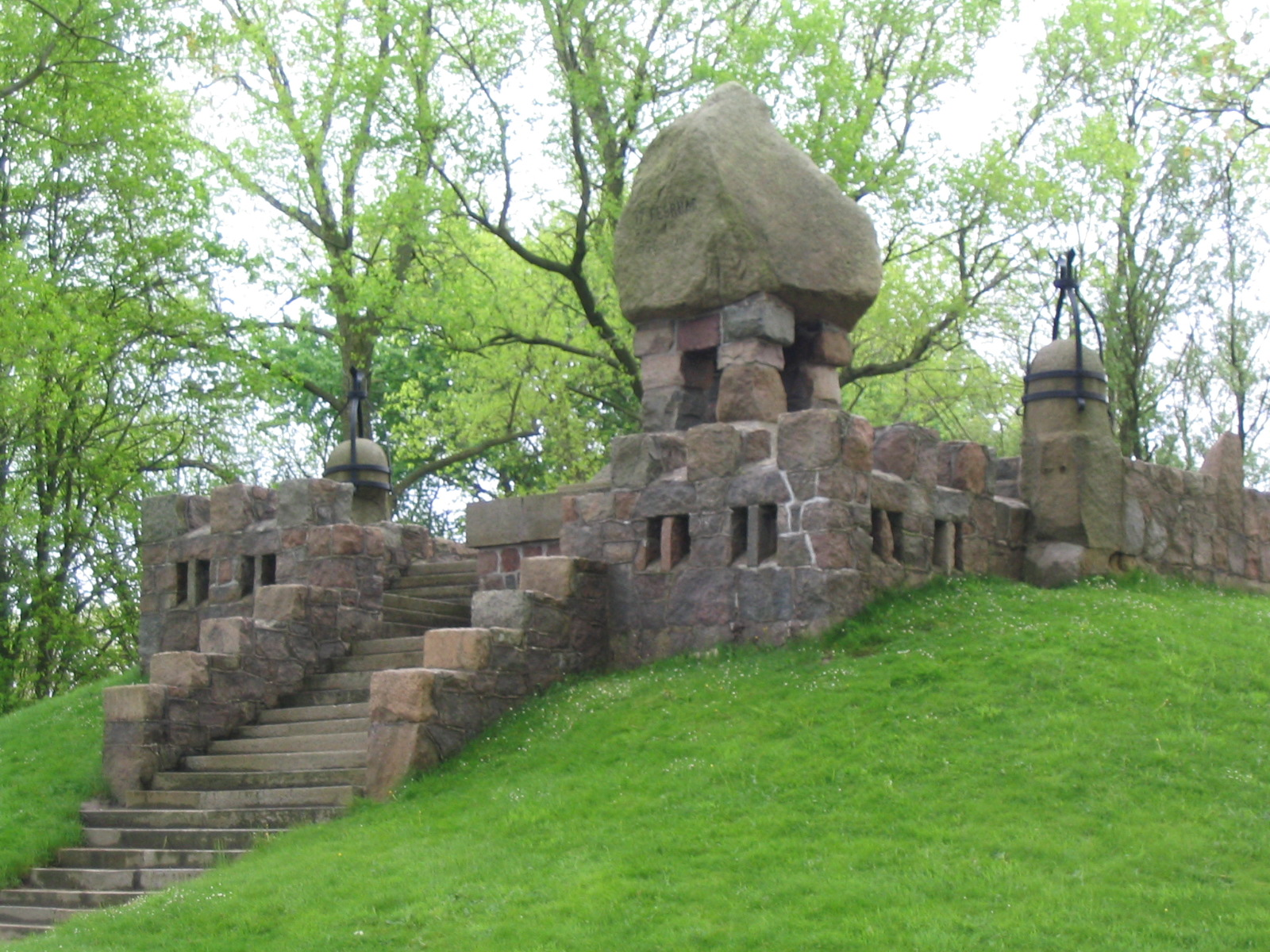
Denkmal an die Schlacht bei Dusenddüwelswarf

- 17. Februar: In der Schlacht bei Hemmingstedt schlagen Dithmarscher Bauern unter Führung von Wulf Isebrand die zahlenmäßig weit überlegenen Truppen des dänischen Königs Johann I. und seines Bruders Herzog Friedrich von Holstein vernichtend. Auf Vermittlung von Lübeck und Hamburg wird am 15. Mai ein Frieden zwischen Dänemark und der Bauernrepublik Dithmarschen geschlossen, die für die nächsten Jahrzehnte ihre Unabhängigkeit bewahren kann.
- 11. März: Der böhmische Landtag verabschiedet die Vladislavsche Landesordnung, die als erste geschriebene Verfassung Böhmens gilt. Großteils handelt es sich um eine Sammlung und Präzisierung älterer Privilegien des Adels. Die Landesordnung bestätigt dem Adel umfassend die Herrschaftsrechte auf seinen Gütern, ohne dass sich die Krone irgendwie einmischen darf. Rechtsstreitigkeiten dürfen nur vor ihren Gerichten ausgetragen werden; kein Adliger darf vor das königliche Gericht zitiert werden.
- 10. April: Der Reichstag zu Augsburg wird eröffnet. Die Beratungen führen zur Herausgabe einer Reichsexekutionsordnung, zur Vollstreckung der Urteile des Reichskammergerichts und der Einteilung des Reiches in sechs Reichskreise. Das Reichsregiment wird eingeführt.
- 26. August: Nach dem Tod von Philipp I. dem Jüngeren wird sein Sohn Reinhard IV. Graf von Hanau-Münzenberg, nachdem er schon die letzten vier Jahre informell die Regierungsgeschäfte geführt hat. Er tauscht Rechte mit Ludwig II. von Isenburg, gibt seine in Offenbach am Main und seinen Anteil an der Burg Bracht ab und erhält dafür alle Rechte an dem Dorf Bischofsheim. Damit werden die sich seit Jahren hinziehenden Auseinandersetzungen zwischen den beiden benachbarten Territorialherren bereinigt.

#### Osteuropa

Kampfhandlungen des Jahres 1500

- Mai: Ein neuerlicher Russisch-Litauischer Krieg beginnt mit einer Kriegserklärung Litauens und dem Marsch der litauischen Armee Richtung Moskau.
- 14. Juli: In der Schlacht an der Wedrosch schlägt das Heer des Großfürstentums Moskau unter Fürst Daniel Wassiljewitsch Schtschenja eine Armee des Großfürstentums Litauen und nimmt Großhetman Konstantin Iwanowitsch Ostroschski gefangen. Große Teile des Fürstentums Litauen, darunter Tschernigow, Kursk, Brjansk, Toropez und andere Städte, werden im Anschluss von den Moskauer Truppen eingenommen.
- Der Bau des Nischni Nowgoroder Kremls zum Schutz der Grenze des Moskauer Staates beginnt.

#### Portugal, Spanien und ihre Kolonien
- 23. August: Francisco de Bobadilla, der im Vorjahr von den Katholischen Königen zum Gouverneur von Las Indias und Untersuchungsrichter ernannt worden ist, trifft mit zwei Karavellen, 500 Soldaten und 14 ursprünglich von Kolumbus versklavten Taínos, die von Königin Isabella I. zurück in ihre Heimat geschickt wurden, in Santo Domingo auf der Insel Hispaniola ein. Er soll die wegen angeblicher Misswirtschaft und Unterschlagungen gegen Christoph Kolumbus erhobenen Vorwürfe untersuchen. Nachdem er einen Monat vergeblich versucht hat, Kolumbus dazu zu bewegen, sein Amt als Gouverneur und Vizekönig freiwillig niederzulegen, lässt er Christoph Kolumbus sowie seine beiden Brüder Bartolomeo und Diego in Ketten legen, konfisziert deren Hab und Gut und schickt sie am 25. November zurück nach Spanien.
- um 1500: portugiesische Siedler gründen auf der westlichsten Azoren-Insel Flores die Orte Lajes das Flores und Santa Cruz das Flores.

- König Manuel I., der Glückliche von Portugal heiratet seine Schwägerin, die Infantin Maria von Spanien.

#### Europäische Entdeckungsfahrten
- 26. Januar: Vicente Yáñez Pinzón setzt als erster Spanier im heutigen Pernambuco seinen Fuß auf den Boden Brasiliens. Außerdem entdeckt er eine Mündung des Amazonas und wahrscheinlich auch den Fluss Oiapoque.

Rot: Cabrals Route über Brasilien nach Indien, blau: Rückweg

- 9. März: Pedro Álvares Cabral sticht im Auftrag des portugiesischen Königs Emanuel I. von Lissabon aus mit 13 Schiffen Richtung Indien in See. Unter den Kapitänen der gut ausgerüsteten Expedition befinden sich berühmte Seeleute wie Bartolomeu Dias, sein Bruder Diogo Dias und Nicolao Coelho, der schon an der ersten portugiesischen Reise nach Indien unter Vasco da Gama teilgenommen hat.
- Um die Passatwinde zu nutzen und den widrigen Strömungen und Windverhältnisse an der westafrikanischen Küste zu entgehen, lässt Cabral bei den Kapverdischen Inseln nach dem Verlust eines Schiffes die übrigen Schiffe in einem weiten Bogen nach Westen ausschwenken. Der Äquatorialstrom des Atlantiks treibt seine Flotte nach Westen. Möglicherweise nimmt er aber auch im Auftrag des portugiesischen Königs bewusst Kurs nach Westen.

Carta de Pero Vaz de Caminha

- 22. April: Cabral erreicht mit seiner Expedition als vermutlich erster Europäer die Küste des heutigen Brasilien in der Nähe des heutigen Porto Seguro und nennt es Ilha da Vera Cruz. Am 1. Mai sendet er eines der Schiffe unter dem Kommando von Gaspar de Lemos mit einem Brief des Chronisten Pero Vaz de Caminha nach Portugal. Als Beweis der Entdeckung und Inbesitznahme des Landes werden Papageien und Brasilholz auf dem Schiff mitgeschickt. Im Anschluss setzt die Expedition ihre Reise in Richtung Indien fort.
- 29. Mai: Bei schweren Stürmen vor dem Kap der Guten Hoffnung sinken vier Schiffe der Expedition Cabrals. Dabei kommt unter anderem der Entdecker Bartolomeu Dias ums Leben. Sechs Schiffe erreichen schließlich am 16. Juli den Hafen von Sofala im heutigen Mosambik.

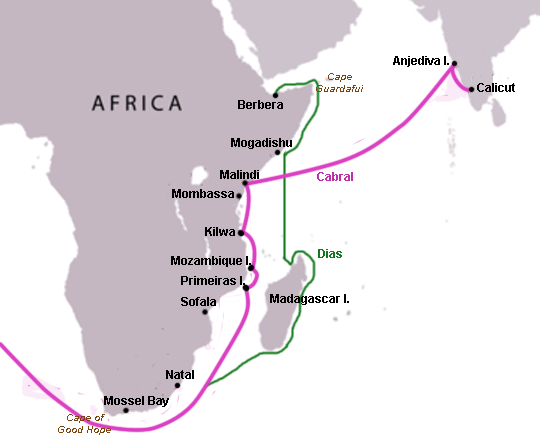
Pink: Route von Cabrals Flotte
grün: Route des abgetriebenen Diogo Dias

- Juli: Diogo Dias, der in den Stürmen im Mai mit seinem Schiff von der restlichen Flotte getrennt worden ist, sichtet als erster Europäer die Insel Mauritius und die Insel La Réunion.
- 10. August: Diogo Dias sichtet als erster Europäer Madagaskar und nennt die von ihm für einen Teil des afrikanischen Festlands gehaltene Insel São Lorenço. Danach kehrte er über Mosambik an der afrikanischen Ostküste nach Portugal zurück.
- 13. September: Die Restflotte Cabrals landet in Calicut, wo sie jedoch durch den Einfluss arabischer Händler, die um ihr Monopol fürchten, feindlich aufgenommen wird.
- Oktober: Kurz nach der Rückkehr von seinem Beutezug mit Alonso de Ojeda nach Spanien schließt sich Juan de la Cosa der Expedition von Rodrigo de Bastidas an und begibt sich erneut in die „Neue Welt“, um die Küsten Panamas und Kolumbiens auf der Suche nach Edelmetallen zu erforschen. An der aus zwei Schiffen bestehenden Expedition nimmt unter anderen auch Vasco Núñez de Balboa als einfacher Matrose teil.

#### Asien
- 21. Oktober: Als der 103. Tennō Go-Tsuchimikado stirbt, hat der japanische kaiserliche Hof wegen der Auswirkungen des Ōnin-Krieges während der Sengoku-Zeit derart große finanzielle Probleme, dass er den Körper des Kaisers mehr als 40 Tage lang am Hof aufbewahren muss, bevor das Geld für die Bestattungszeremonie aufgetrieben werden kann. Go-Kashiwabara folgt seinem Vater auf den Thron. Auch seine Krönungszeremonie kann nicht stattfinden.
- Visunharat Thipath entthront seinen 14-jährigen Neffen Somphu, für den er bislang die Regentschaft geführt hat, und lässt sich selbst zum König von Lan Xang in Laos krönen.

### Wirtschaft
- Mit der Münzordnung vom 17. Mai beginnt der erste Abschnitt der Sächsischen Talerwährung.

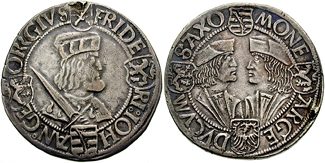
Klappmützentaler: A/: Friedrich d. Weise; R/: Johann und Georg.

- Sächsische Münzgeschichte: Der Klappmützentaler wird unter Kurfürst Friedrich dem Weisen und den Herzögen Johann und Albrecht von Sachsen erstmals geprägt. Nach Albrechts Tod am 12. September werden die Prägungen mit den Brustbildern der Herzöge Johann und Georg dem Bärtigen fortgesetzt.

### Wissenschaft und Technik

#### Kartografie
- Die früheste Straßenkarte Mitteleuropas ist die 1500 anlässlich des heiligen Jahres gedruckte Romwegkarte von Erhard Etzlaub. Die gesüdete Karte mit dem Titel Das ist der Rom-Weg von meylen zu meylen mit puncten verzeichnet von eyner stat zu der andern durch deutzsche landt., hat drei Himmelsrichtungen, die mit Aufgang, Mittag und Undergang beschriftet sind. Der Straßenverlauf ist wiedergegeben und die Entfernungen zwischen den Städten sind durch Punkte im Abstand je einer deutschen Meile (7,4 km) messbar.

#### Medizin und Naturwissenschaften

Zeitgenössische Darstellung eines Kaiserschnitts, Holzschnitt von 1506

- um 1500: Der Thurgauer Schweineschneider Jacob Nufer führt an seiner Frau vermutlich den ersten erfolgreichen Kaiserschnitt durch, den Mutter und Kind überleben.

### Kultur

#### Architektur

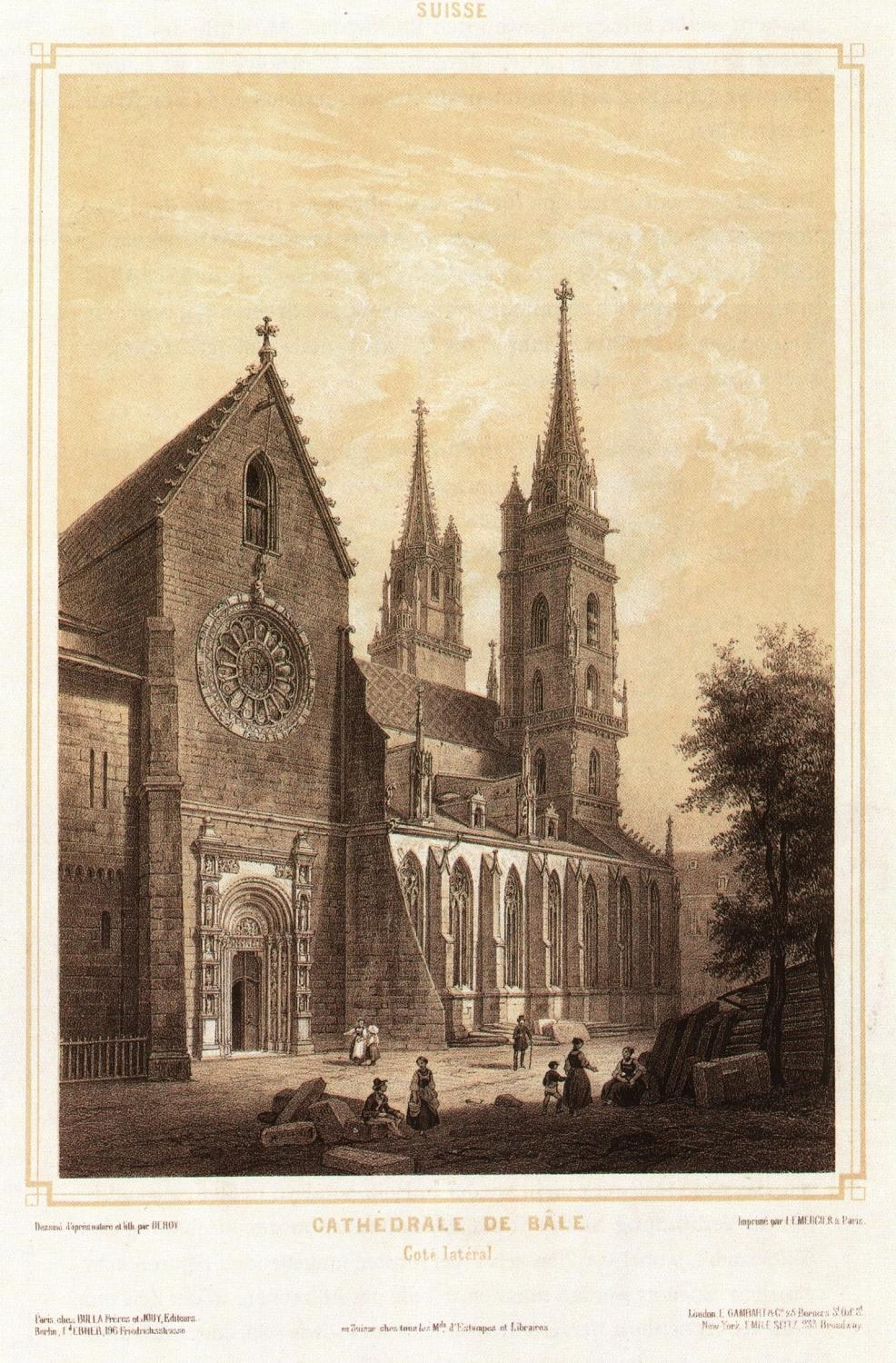
Lithografie des Basler Münsters

- 23. Juli: Der südliche Martinsturm des Basler Münsters wird von Hans von Nussdorf fertiggestellt. Damit gilt das Münster nach fast 500-jähriger Bauzeit offiziell als vollendet.

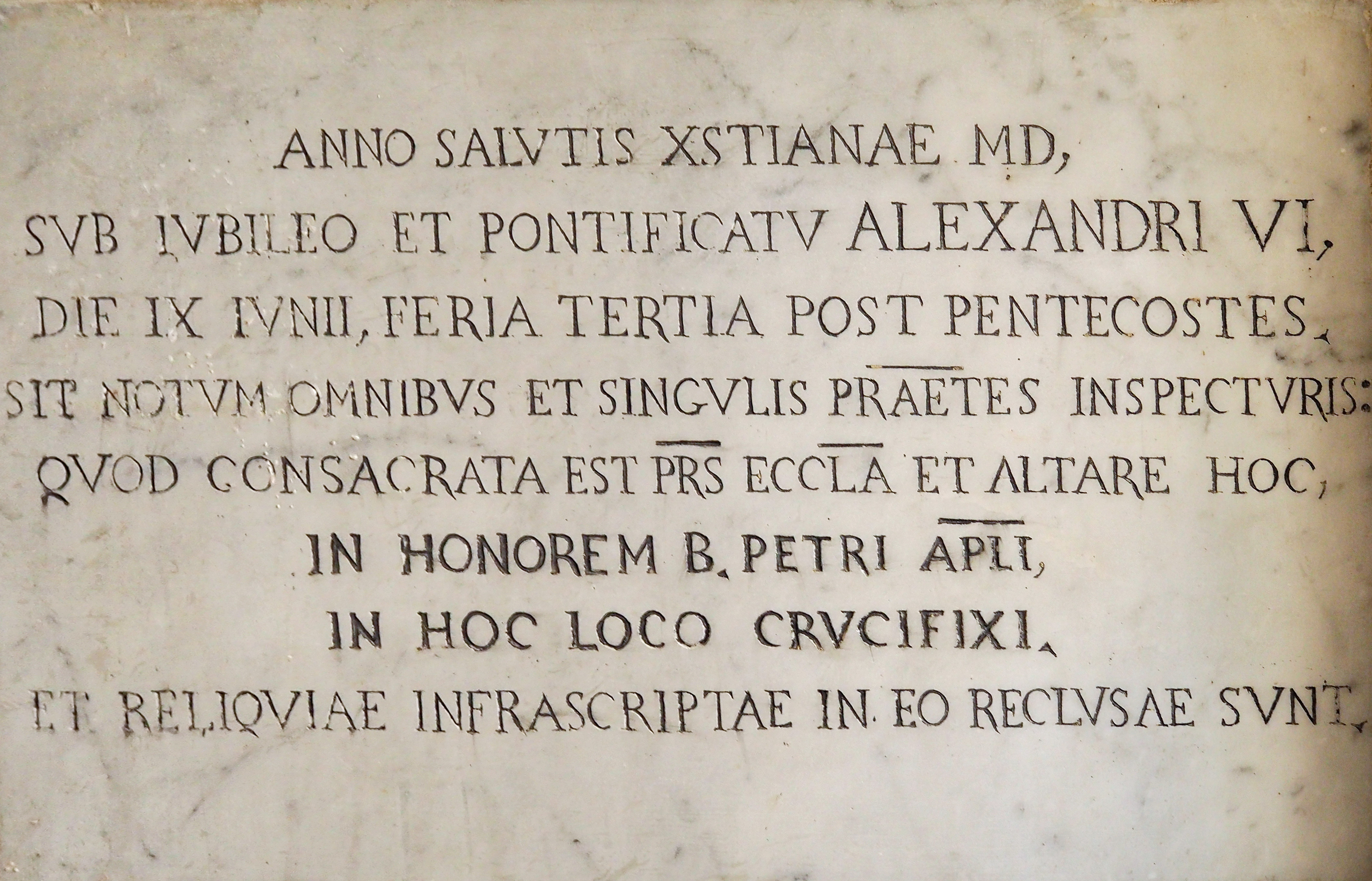
Tempietto di Bramante, Inschrift Alexander VI.

- Gemäß einer Inschrift weiht Papst Alexander VI. den von Donato Bramante errichteten Tempietto di Bramante. Der Tempietto gilt als Schlüsselwerk der Architektur der Hochrenaissance.

#### Bildende Kunst
- Am 10. Dezember erhalten Raffael und Evangelista da Pian di Meleto gemeinsam den Auftrag, ein großes Altargemälde für die Kapelle Baronci in der Kirche Sant’Agostino in Città di Castello  zu malen. Die Pala vom seligen Nikolaus von Tolentino wird rund ein Jahr später fertiggestellt.
- Albrecht Dürer malt das Selbstbildnis im Pelzrock.

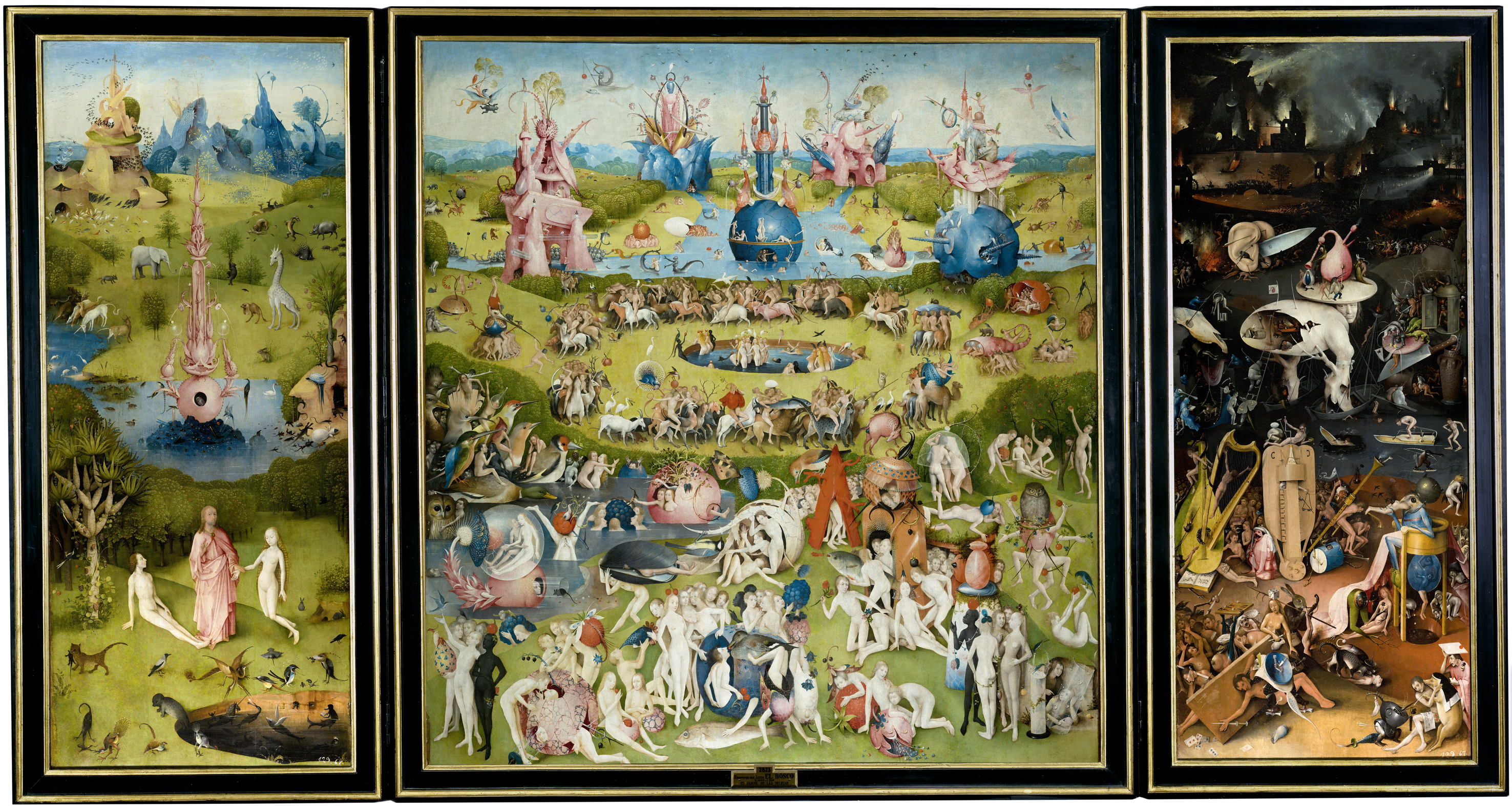
Innenansicht des Triptychons Der Garten der Lüste

- um 1500: Hieronymus Bosch malt das Triptychon Der Garten der Lüste.
- um 1500: In der Bildenden Kunst entsteht die Genremalerei.

#### Musik
- Der Komponist und Sänger Heinrich Isaac folgt spätestens ab 1. Februar seinem Dienstherrn Maximilian I. fast zwei Jahre lang auf dessen Reisen. So gibt es nachweislich am 15. April und 8. September Aufenthalte in Augsburg und am 7. November in Nürnberg.
- 6. August: Der aus Gent stammende Komponist und Sänger Alexander Agricola wird als Kantor (chapelain et chantre) am burgundischen Hof Philipps des Schönen angestellt und bleibt in dieser Stellung bis zu seinem Tod im Jahr 1506. Die Hofkapelle gilt als das führende Ensemble in Europa. Ihr gehört zu dieser Zeit auch der Komponist, Sänger und Kleriker Pierre de la Rue an.
- 16. November: Antoine Brumel erklärt seinen Rücktritt vom Amt des magister puerorum (Lehrer der Singknaben) am Kapitel von Notre-Dame in Paris, das er seit 1498 bekleidet.
- Franchinus Gaffurius stellt seine Schrift De harmonia musicorum instrumentorum opus im Manuskript fertig.

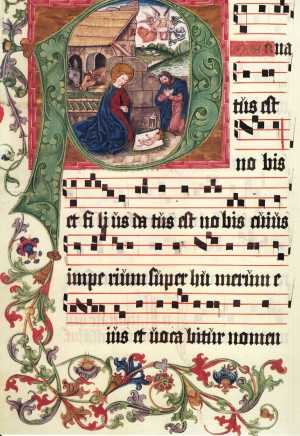
Introitus: Puer natus est, Graduale aus dem Bamberger Klarissenkloster

- Um 1500: Weihnachts-Introitus Puer natus est (deutsch: Ein Junge ist geboren) im Choralbuch des Klarissenklosters Bamberg

#### Sonstiges
- um 1500: Die Hohokam-Kultur im Südwesten der heutigen USA verschwindet.

### Gesellschaft
- 1500/1505: Das Straßburger Rätselbuch, das erste im deutschsprachigen Raum bekannte gedruckte Rätselbuch, erscheint erstmals.

### Religion
- Das Jahr 1500 ist ein katholisches Jubeljahr.
- 14. Januar: Wiguleus Fröschl von Marzoll wird als Nachfolger das am 5. Januar verstorbenen Christoph von Schachner zum Fürstbischof von Passau gewählt.
- 29. November: Aus der Mainzer Kirche St. Stephan wird das Annahaupt gestohlen. Die Reliquie der Heiligen Anna gelangt in der Folge in die Kirche St. Anna nach Düren.
- Herzog Magnus II. von Mecklenburg gründet das Augustinereremitenkloster Sternberg.

## Historische Karten und Ansichten

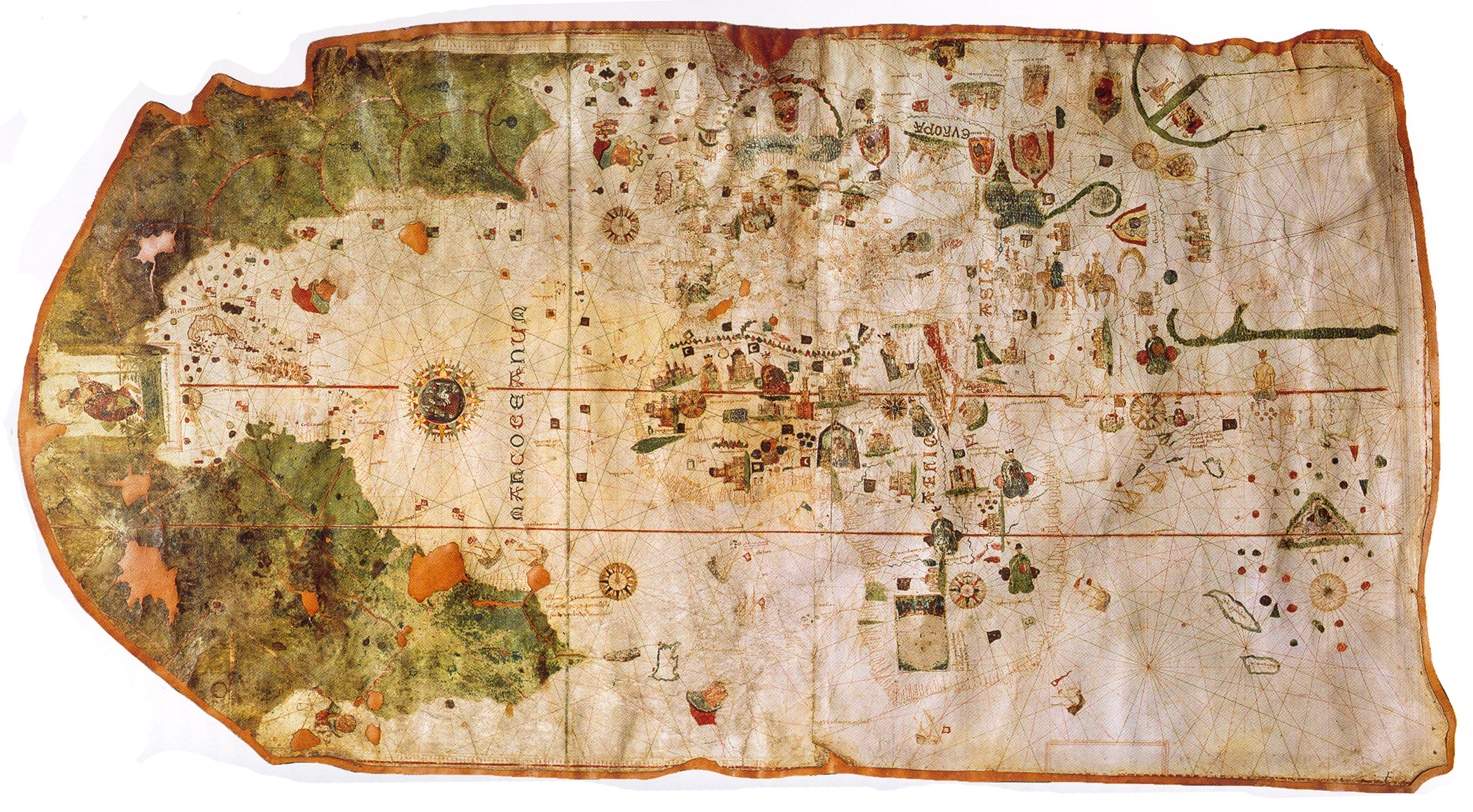
Weltkarte des Juan de la Cosa (1500), eine Portolankarte
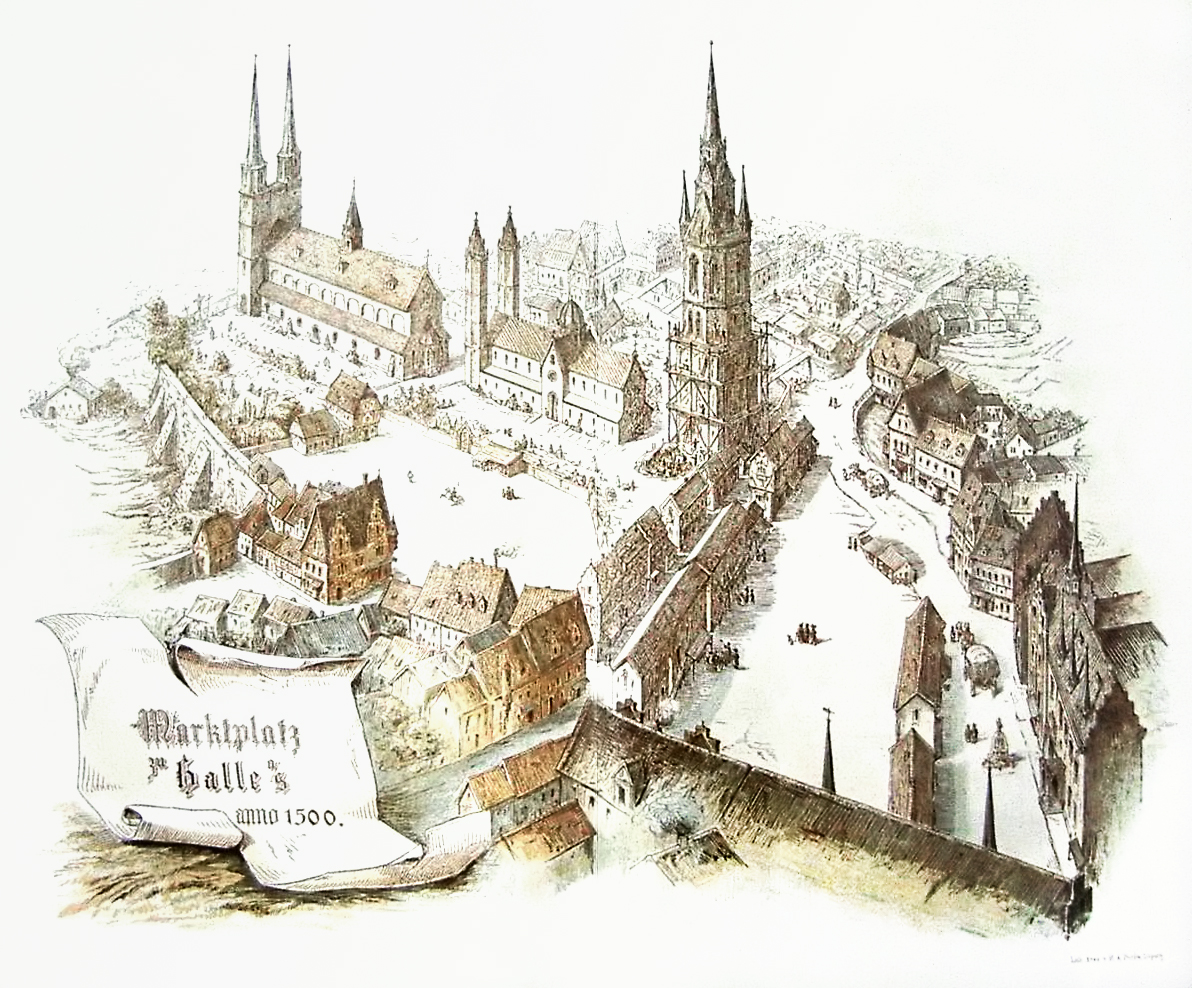
Halle an der Saale, Marktplatz 1500
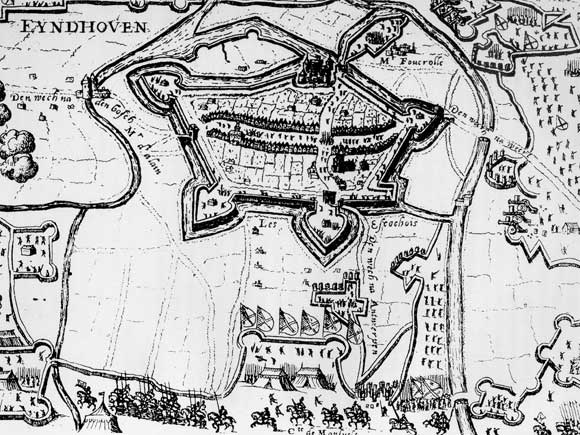
Eindhoven um 1500

## Größte Städte der Welt um das Jahr 1500
| Metropolregionen |                         |                        |           |
| Rang             | Name                    | Region                 | Einwohner |
| 1.               | Peking                  | Kaiserreich China      | 670.000   |
| 2.               | Vijayanagar             | Vijayanagar, Südindien | 500.000   |
| 3.               | Kairo                   | Mamlukenreich, Ägypten | 400.000   |
| 4.               | Paris                   | Frankreich             | 300.000   |
| 5.               | Hangzhou                | Kaiserreich China      | 250.000   |
| 6.               | Täbriz                  | Timuriden-Reich, Iran  | 250.000   |
| 7.               | Venedig                 | Republik Venedig       | 200.000   |
| 8.               | Istanbul/Konstantinopel | Osmanisches Reich      | 200.000   |
| 9.               | Tenochtitlán            | Aztekenreich           | 200.000   |
| 10.              | Neapel                  | Königreich Neapel      | 150.000   |
| 11.              | Guangzhou               | Kaiserreich China      | 150.000   |
| 12.              | Nanjing                 | Kaiserreich China      | 147.000   |
| 13.              | London                  | Königreich England     | 125.000   |
| 14.              | Mailand                 | Herzogtum Mailand      | 100.000   |

## Geboren

### Geburtsdatum gesichert
- 14. Januar: Bartholomäus Schobinger, Schweizer Kaufmann und Alchemist († 1585)
- 22. Februar: Rodolfo Pio, Kardinal der katholischen Kirche († 1564)
- 27. Februar: João de Castro, portugiesischer Feldherr und Seefahrer († 1548)

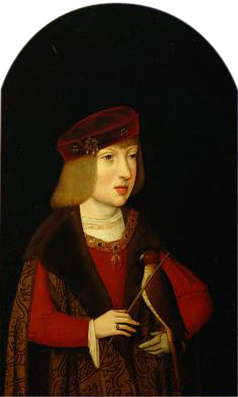
Kinderportrait des siebenjährigen Karl (Gemälde des Meisters von der Magdalenen-Legende um 1507)

- 24. Februar: Karl V., Kaiser des Heiligen Römischen Reichs, als Karl I. König von Spanien († 1558)
- 03. März: Reginald Pole, Erzbischof von Canterbury († 1558)
- 12. April: Joachim Camerarius der Ältere, deutscher Humanist, Universalgelehrter und Dichter († 1574)
- 23. April: Alexander Alesius, deutscher Theologe und Reformator († 1565)
- 23. April: Johannes Stumpf, in der Schweiz lebender Theologe, Kartograf, Historiker und Chronist († 1577/78)
- 17. Mai: Federico II. Gonzaga, Herzog von Mantua († 1540)
- 13. Juni: Ernst von Bayern, Administrator von Passau und Salzburg († 1560)
- 05. Juli: Paris Bordone, italienischer Maler († 1571)
- 01. August: Johannes Rivius, deutscher Pädagoge und Theologe († 1553)
- 05. September: Maria von Jever, die letzte Regentin der Herrschaft Jever aus dem Häuptlingsgeschlecht der Wiemkens († 1575)
- 03. November: Benvenuto Cellini, Florentiner Bildhauer und Goldschmied († 1571)
- 21. Dezember: Caspar Huberinus, deutscher lutherischer Theologe und Reformator († 1553)

### Genaues Geburtsdatum unbekannt
- Erasmus Alberus, deutscher Theologe, Reformator und Dichter († 1553)
- Johann Jakob Ammann, Schweizer evangelischer Geistlicher und Schulleiter († 1573)
- Robert Aske, englischer Jurist († 1537)
- Costanza Farnese, römische Kardinalstochter, Gräfin von Santa Fiora († 1545)
- Francesco Negri, italienischer Benediktinermönch, Humanist, Lehrer, Schriftsteller und Reformator († 1563)

### Geboren um 1500
- 1499/1500: Bernardino de Sahagún, spanischer Missionar und Ethnologe († 1590)
- 1499/1500: Diana von Poitiers, Mätresse von Heinrich II. von Frankreich († 1566)
- 1499/1500: Mary Boleyn, englische Hofdame und Mätresse Heinrichs VIII. († 1543)
- Ambrosius Aigen, Schweizer Kaufmann und Bürgermeister († 1578)
- Andreas Althamer, deutscher Humanist und Reformator († um 1539)
- Atahualpa, letzter Herrscher des Inkareiches vor der spanischen Eroberung († 1533)
- Domenico Campagnola, italienischer Maler, Zeichner und Kupferstecher († 1564)
- Hans Denck, deutscher täuferischer Theologe, Humanist, Schriftsteller und Bibelübersetzer († 1527)
- Hayâlî, osmanischer Poet († 1557)
- Hieronymus Hopfer, deutscher Radierer und Waffenätzer († nach 1550)
- Huáscar, Herrscher des Inkareiches († 1532)
- Jakob von Jonas, deutscher Philologe, Rechtswissenschaftler, Politiker und Diplomat († 1558)
- Walter Klarer, Schweizer evangelisch-reformierter Pfarrer in Hundwil, Herisau, Gossau und Urnäsch, Reformator im Appenzellerland, Gastwirt und Chronist († 1567)
- Ditmar Koel, Kapitän, erfolgreicher Seeräuberjäger und Bürgermeister von Hamburg († 1563)
- Dolfino Landolfi, Schweizer Politiker, Podestà und Buchdrucker († 1571)
- Manco Cápac II., Herrscher des Inkareiches und Anführer eines Aufstands gegen die spanischen Eroberer († 1544)
- Luis de Milán, spanischer Komponist († um 1561)
- Camillo Renato italienischer Franziskaner, Lehrer und Täufer († 1575)
- Edward Seymour, 1. Duke of Somerset, englischer Staatsmann († 1552)
- Thomas Thirlby, englischer Bischof und Diplomat († 1570)
- Tecun Uman, legendärer Anführer oder Feldherr des Quiché-Stammes der Hochland-Maya zur Zeit der Conquista Guatemalas durch die Spanier († 1524)
- Juan de Valdés, spanischer Sekretär, Humanist, Theologe und Autor († 1541)

## Gestorben

### Erstes Halbjahr
- 03. Januar: Christoph von Schachner, Bischof von Passau (* um 1447)
- 11. Februar: Antonio Urceo, italienischer Humanist (* 1446)
- 17. Februar: Adolf, Graf von Oldenburg (* 1458)
- 17. Februar: Benedikt von Ahlefeldt, Ritter, Erbherr auf Lehmkuhlen und Herr auf Hasselburg (* 1440)
- 17. Februar: Hans von Ahlefeldt, Ritter, Herr auf Haseldorf, Haselau, Seegaard bei Kliplev und Seestermühe (* um 1450)
- 17. Februar: Thomas Slentz, deutscher Landsknechtsführer
- 17. Februar: Wilhelm III., Landgraf von Hessen-Marburg (* 1471)
- 10. April: Michael Marullus, humanistischer Gelehrter, lateinischer Dichter und Soldat griechischer Herkunft (* um 1458)
- 12. April: Leonhard, letzter Graf von Görz aus dem Geschlecht der Meinhardiner (* 1444)
- 22. April: Hans III., Herr zu Rodenstein (* 1418)
- 29. Mai: Bartolomeu Dias, portugiesischer Seefahrer und Entdecker (* um 1450)
- 19. Juni: Edmund Tudor, 1. Duke of Somerset, englischer Prinz (* 1499)
- 22. Juni: Juan de Borja Llançol de Romaní, Bischof von Melfi und Erzbischof von Capua, Apostolischer Administrator des Erzbistums Valencia (* 1470)
- 23. Juni: Elisabeth von Pfalz-Zweibrücken, Gräfin von Nassau-Saarbrücken (* 1469)
- 23. Juni: Ludovico Lazzarelli, italienischer Humanist und Poet (* 1447)

### Zweites Halbjahr
- 16. August: Theodericus Brandes, deutscher Jurist und Ratssekretär der Hansestadt Lübeck
- 18. August: Alfonso von Aragon, Herzog von Bisceglie und Prinz von Salerno (* 1481)

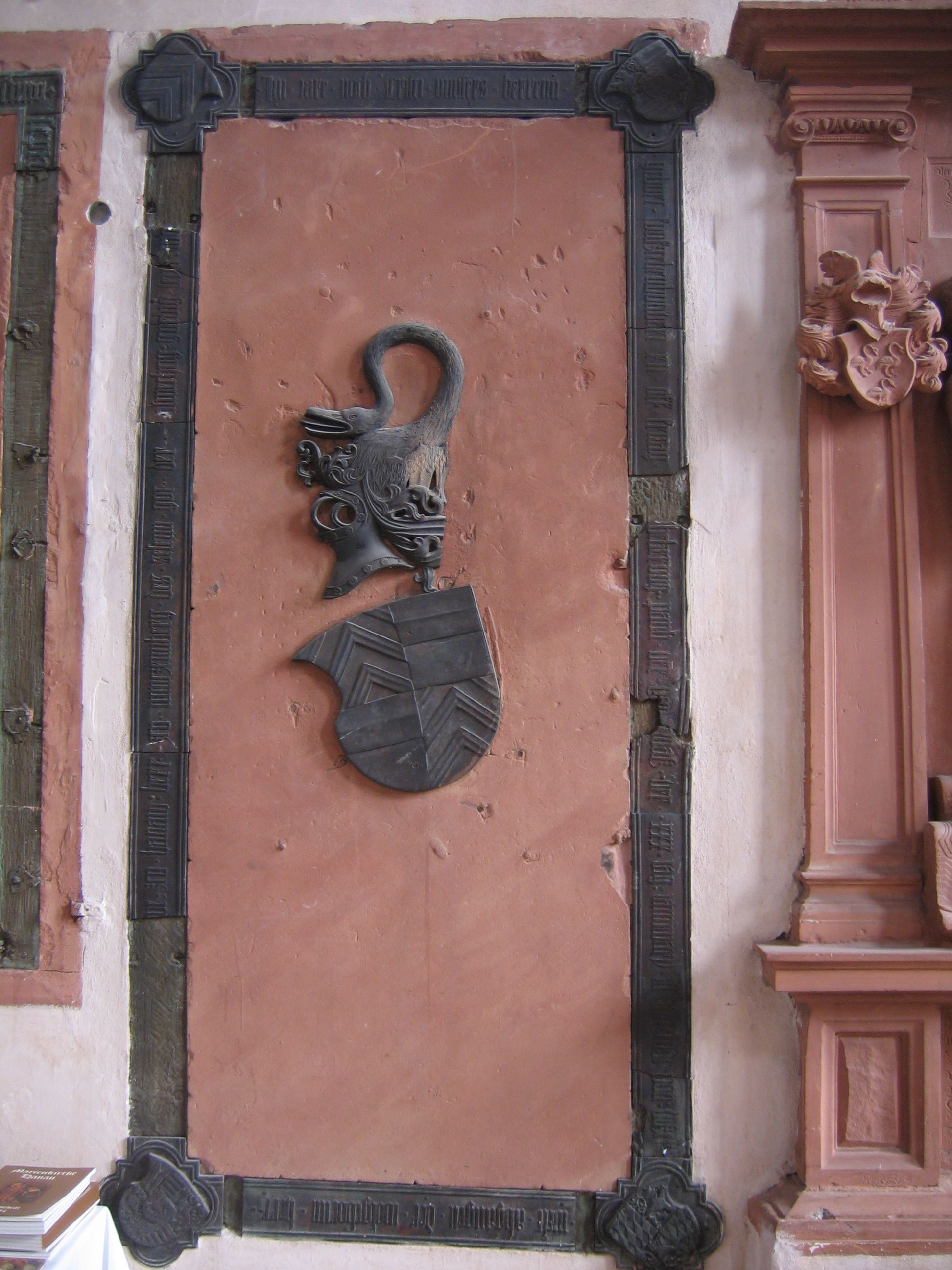
Grabstein Philipps I. von Hanau-Münzenberg in der Marienkirche in Hanau

- 26. August: Philipp I., der Jüngere, Graf von Hanau-Münzenberg (* 1449)
- 30. August: Viktorin, Reichsgraf sowie Graf von Glatz, Herzog von Münsterberg und Herzog von Troppau (* 1443)
- 12. September: Albrecht der Beherzte, Herzog von Sachsen und Begründer der albertinischen, später königlich sächsischen Linie (* 1443)
- 15. September: John Morton, Erzbischof von Canterbury (* 1420)
- 01. Oktober: John Alcock, Bischof von Lincoln und Worcester, englischer Lordkanzler (* um 1430)
- 21. Oktober: Go-Tsuchimikado, 103. Kaiser Japans (* 1442)
- 05. November: Johann, Graf von Étampes und Vizegraf von Narbonne (* nach 1450)
- 26. November: Martin Flach der Ältere, Straßburger Drucker
- 15. Dezember: Pero Vaz de Caminha, portugiesischer Seefahrer und Schreiber von Pedro Alvares Cabral (* um 1445)
- 21. Dezember: Lambert von Werle, Abt des Klosters Eldena

### Genaues Todesdatum unbekannt
- Gaston II. de Foix-Candale, Captal de Buch, Titulargraf von Candale und Graf von Bénauges sowie Vizegraf von Castillon
- Gerd der Mutige, Graf von Oldenburg (* 1430)
- Johannes Hagnauer, Schweizer Benediktinermönch, Abt des Klosters Muri
- Neroccio di Bartholomeo di Benedetto de’ Landi, Maler und Bildhauer aus der Schule von Siena (* 1447)
- Bernardo di Niccolò Machiavelli, Florentiner Bürger und Tagebuchschreiber, Vater von Niccolò Machiavelli (* zw. 1426 und 1429)
- Matthias von Kunwald, Bischof der Unität der Böhmischen Brüder (* um 1440)
- Nikolaus Meyer zum Pfeil, deutschsprachiger Humanist und Schriftsteller, Schultheiß in Mülhausen und Großrat und Ratsschreiber in Basel (* 1435/1445/1451)